# Tamara Alpejewa
Tamara Alpejewa (belarussisch Тамара Міхайлаўна Алпеева, russisch Тамара Михайловна Алпеева; geborene Tamara Lameka (belarussisch Тамара Міхайлаўна Ламека, russisch Тамара Михайловна Ламеко); * 23. März 1949 in Lepel, Wizebskaja Woblasz, Weißrussische Sozialistische Sowjetrepublik) ist eine belarussische Philosophin und Kulturwissenschaftlerin. Sie ist eine Doktorin der Philosophie (1993) und Professorin (1996). Alpejewa ist eine Akademikerin der Internationalen Personalakademie.

## Biografie
1972 graduierte sie an der Belarussischen Staatlichen Universität. Im selben Jahr nahm sie eine Stelle am Institut für Philosophie und Recht der Akademie der Wissenschaften der Weißrussischen SSR an. 1976 wechselte sie zur Lehrtätigkeit an die Belarussische Staatliche Universität für Informatik und Radioelektronik. Seit 2002 ist sie Vizerektorin des Internationalen Humanitären-Wirtschaftlichen Institutes, seit August 2004 ist sie dessen Rektorin.
Ihre Forschungsinteressen sind Sozialphilosophie und Kulturwissenschaft, Sozialmythologie und Religionswissenschaft, Theorie und Methodik von Bildung und Erziehung.

## EU-Sanktionen
Am 22. März 2011 wurde sie als Rektorin des Internationalen Humanitären-Wirtschaftlichen Institutes, die für die Ausweisung von Studenten zuständig war, in die Liste der Personen und Organisationen, die im Zusammenhang mit Menschenrechtsverletzungen in Belarus sanktioniert wurden, aufgenommen. Insbesondere wurden Sanktionen gegen die Ausweisung von Uladsimir Kumez, Aktivist der Bewegung „Sag die Wahrheit“, verhängt.

## Ausgewählte Bücher
- Social'nyj mif kak kul'turno-istoričeskij fenomen. 2. Auflage. Reklamexport, Minsk 1994, ISBN 5-8467-0016-9. (Sozialer Mythos als kulturelles und historisches Phänomen)[9]
- Vvedenie v kul'turologiju. Vey, Minsk 1997, ISBN 985-6390-06-0. (Einführung in die Kulturwissenschaften)[9]
- Религия. Человек. Общество: учеб.-метод. комплекс. 2. Auflage. Vedy, Minsk 1999, ISBN 985-450-021-7. (Religion. Mann. Gesellschaft)[9]
- Философия культуры: монография. Vedy, Minsk 2004, ISBN 985-450-227-9. (Kulturphilosophie)
- mit V. G. Ferenc und L. N. Sečko: Žiznʹ, ljubovʹ, otečestvo. Vedy, Minsk 2006, ISBN 985-450-245-7. (Leben. Liebe. Vaterland: zum 60. Geburtstag von A. N. Alpeew)[9]
- Спасибо за боль и за радость, или Испытание жизнью. Vier Viertel, Minsk, 2009, ISBN 978-985-6856-56-6. (Danke für Schmerz und Freude oder der Test durch das Leben)[9]